# Panchlora festae
Panchlora festae es una especie de cucaracha del género Panchlora, familia Blaberidae. Fue descrita científicamente por Giglio-Tos en 1898.

## Distribución
Habita en Ecuador.